# Bilenșciîna, Peatîhatkî
Bilenșciîna (în ucraineană Біленщина) este localitatea de reședință a comunei Bilenșciîna din raionul Peatîhatkî, regiunea Dnipropetrovsk, Ucraina.

## Demografie
Componența lingvistică a localității Bilenșciîna
     Ucraineană (97,64%)
     Rusă (2,36%)
Conform recensământului din 2001, majoritatea populației localității Bilenșciîna era vorbitoare de ucraineană (97,64%), existând în minoritate și vorbitori de rusă (2,36%).